# Jésuite (pâtisserie)
Pour les articles homonymes, voir Jésuite (homonymie).

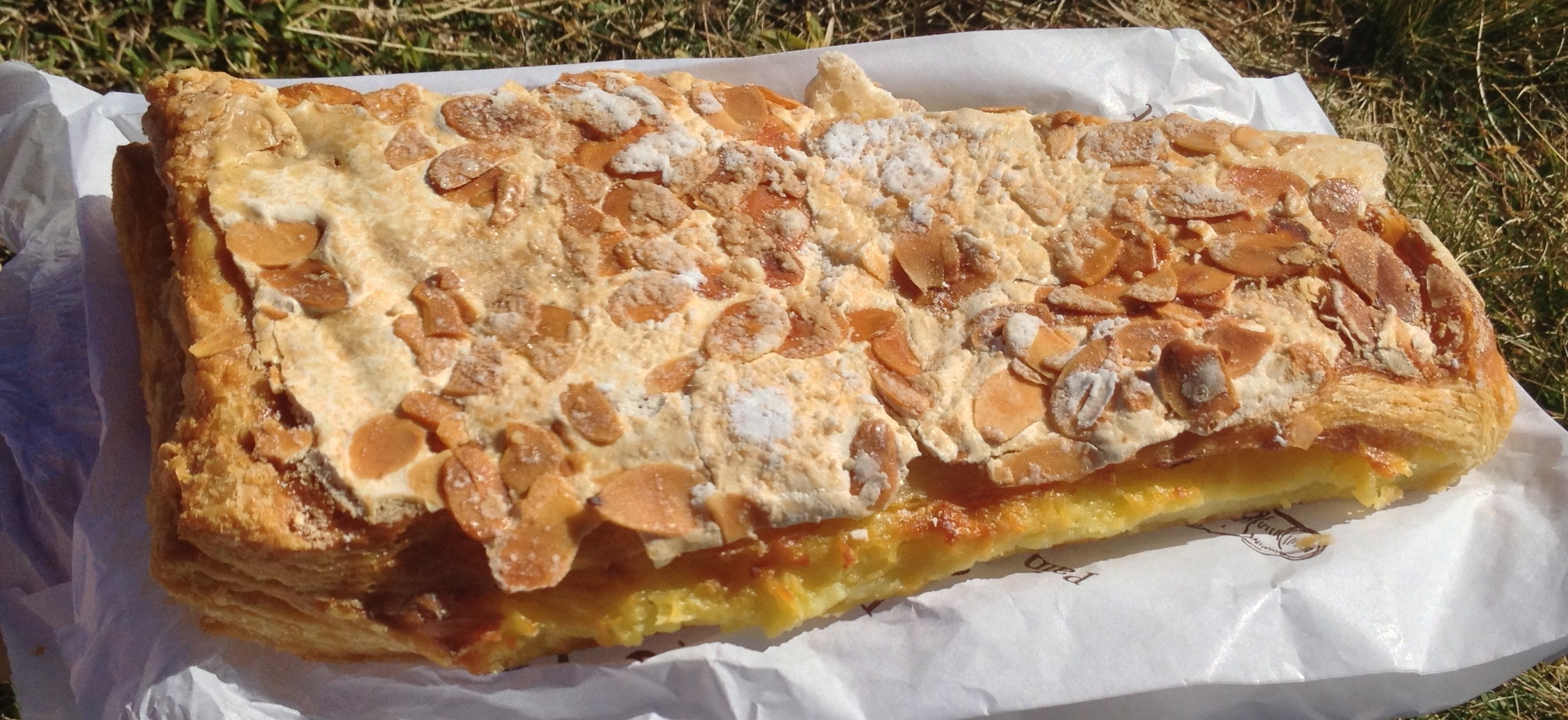
Jésuite.

Le jésuite est une pâtisserie française.

## Pâtisserie française
Il s’agit d’un petit triangle de pâte feuilletée fourré à la frangipane et recouvert de glaçage. Le nom vient de ce que, à l’origine, ces pâtisseries étaient recouvertes de praline ou de glaçage au chocolat en forme de chapeau à bords relevés comme ceux des Jésuites.

## Variante argentine
En Argentine, le jesuita est un plat très populaire dans de nombreuses provinces. De forme rectangulaire, il est composé de pâte feuilletée farcie au jambon et fromage, recouvert d'une croûte sucrée.